# Keely Cashman
Keely Cashman (ur. 4 kwietnia 1999 w Sonorze) – amerykańska narciarka alpejska, olimpijka z Pekinu 2022.

## Wyniki
| Impreza                        | Rok  | Gospodarz    | slalom | slalom gigant | supergigant | superkombinacja | zjazd |
| ------------------------------ | ---- | ------------ | ------ | ------------- | ----------- | --------------- | ----- |
| Igrzyska olimpijskie           | 2022 | Pekin        | —      | —             | 27          | DNF             | 17    |
| Mistrzostwa świata juniorów    | 2017 | Åre          | 28     | 31            | DNF         | —               | —     |
| Mistrzostwa świata juniorów    | 2018 | Davos        | DNF    | 30            | DNF         | 15              | 26    |
| Mistrzostwa świata juniorów    | 2019 | Val di Fassa | 23     | 28            | 5           | 4               | 11    |
| Mistrzostwa świata juniorów    | 2020 | Narwik       | —      | 14            | 5           | 03 !            | 8     |
| Igrzyska olimpijskie młodzieży | 2016 | Lillehammer  | 13     | 14            | 10          | DNF             | —     |